# Folkets demonstration
Folkets demonstration var en regeringskritisk sammanslutning, med fokus på asyl- och invandringsfrågor, bildad 2015 av den dåvarande sverigedemokratiske kommunpolitikern Johan Widén. Gruppen avsåg att samla personer som var missnöjda med den sittande regeringen. Manifestationerna arrangerades på offentlig plats i enlighet med mötesfriheten. Gruppen planerade och genomförde elva demonstrationer i huvudsak i Stockholm, men även i Göteborg och Trelleborg. Folkets Demonstration avslutades som aktiv demonstration i augusti 2017 efter sviktande deltagarantal.
Enligt Expo samlade Folkets demonstration "kända högerextremister från den rasideologiska miljön". Deltagare under manifestationerna var hemmahörande i olika organisationer, såsom Soldiers of Odin, Nordiska motståndsrörelsen, Nordisk ungdom, Motgift och Arktos/Motpol samt politiker från Sverigedemokraterna. Även Svenska Dagbladet har beskrivit grupperingen som främlingsfientlig. I samband med en av gruppens demonstrationer i januari 2016 gick inrikesminister Anders Ygeman ut och beskrev en illavarslande utveckling där "rasistiska grupper sprider hot och hat på våra gator." Regeringens dåvarande utredare mot våldsbejakande extremism, Mona Sahlin, publicerade samtidigt en debattartikel i Expressen där hon menade att Folkets Demonstration är "Ideologiskt drivna extremister – inget annat". Jan Sjunnesson svarade Mona Sahlin i en egen debattartikel där han menade att beskrivningen var svepande och inte beskrev rörelsens arrangörer.
Kända personer som talat i samband med rörelsens möten är bland annat Ingrid Carlqvist, Henrik Rönnquist, Hans Erling Jensen, Jan Sjunnesson, Stefan Torssell, Axel W. Karlsson, Nina Drakfors, John Bouvin, Annelie Sjöberg och Lennart Matikainen. Roger Sahlström deltog ofta som fotograf under demonstrationerna.